# Гунтер (Регенсбург)
Гунтер (на немски: Gunter, † 942) е през 942 г. 11. епископ на Регенсбург. Той е почитан като блажен и се чества на 8 октомври.

## Духовна кариера
Гунтер е монах в манастир Санкт Емерам. Чрез император Ото I Велики той става през 942 г. епископ на Регенсбург, също абат-епископ и ръководител на манастир Санкт Емерам. Хронистът и епископ Титмар Мерзебургски описва неговото назначаване за епископ от императора. Гунтер умира същата година, последван е от Михаел.